# The Onyx Hotel Tour
The Onyx Hotel Tour je četrta turneja ameriške pevke Britney Spears. Organizirali so jo za promocijo glasbenega albuma In the Zone (2003) in v sklopu slednje so obiskali Severno Ameriko in Evropo. Turnejo za promocijo albuma so potrdili že decembra 2003. Originalno je bila znana pod imenom In the Zone Tour, vendar so Britney Spears tožili zaradi izkoriščanja blagovne znamke in ni smela več uporabljati fraze »in the zone«. Britney Spears je želela ustvariti turnejo s hotelsko temo, kar je kasneje združila s konceptom kamna oniks. Oder, ki je bil podoben odrom na Broadwayju, je bil manj izpopolnjen kot odri z njenih prejšnjih turnej. Seznam pesmi so sestavljale predvsem pesmi z albuma In the Zone ter nekaj njenih pesmi iz preteklosti z dodatnimi elementi jazza, bluesa in latinske glasbe. Turnejo je promoviralo podjetje Clear Channel Entertainment, ki je želelo, da bi turneja pritegnila pozornost starejšega občinstva kot pretekla dela Britney Spears, medtem ko je sponzor turneje, MTV, turnejo največkrat promoviral preko televizijskih oddaj ter uradne spletne strani kanala.
Turnejo je sestavljalo sedem delov: točka »vpis«, točka »Mystic Lounge«, točka »Mystic Garden«, točka »The Onyx Zone«, točka »varnostne kamere«, točka »klub« in zaključek. »Vpis« je bila plesna točka s hotelsko temo. Točka »Mystic Lounge« je vključevala plesne točke, podobne plesnim točkam iz muzikalov, kot je Kabaret, hkrati pa so izvajali tudi remixe prejšnjih uspešnic Britney Spears. Med točko »Mystic Garden« so nastopali na odru, podobnemu džungli. Pri točki »The Onyx Zone« so nastopili z balado, medtem pa so nastopajoči izvajali akrobatske točke. Točka »varnostne kamere« je bila najbolj seksualna točka, saj so Britney Spears in njeni plesalci v njej posnemali različne seksualne poze. Pri točki »klub« so nastopali z raznimi R&B pesmimi. Zaključek so sestavljale točke, podobne uvodom na njenih prejšnjih turnejah, med slednjim pa je bila Britney Spears oblečena v rdečo obleko. Glasbeni kritiki so turneji dodelili mešane ocene, saj so jo pohvalili zaradi veliko nastopanja na koncertih in jo hkrati kritizirali, saj naj bi bila »bolj [kot] spektakel kot pravi koncert.«
Turneja The Onyx Hotel Tour je bila komercialno zelo uspešna, saj je zaslužila 34 milijonov $. Marca 2004 si je Britney Spears poškodovala koleno, zaradi česar je morala odpovedati dva koncerta. Junija tistega leta je na snemanju nekega videospota padla in si ponovno poškodovala koleno. Odšla je na operacijo in turnejo so odpovedali. Leta 2005 je Britney Spears tožila svojo zavarovalnico, ker so ji odrekli povračilo za odpoved turneje. Kanal Showtime je 24. marca 2004 predvajal koncert v areni American Airlines v sklopu televizijske specijalke Britney Spears Live From Miami. Poleg tega so izdali galerijo slik iz snemanja resničnostnega šova Britney & Kevin: Chaotic.

## Ozadje
2. decembra 2003 je Britney Spears preko uradne spletne strani ameriških koncertov oznanila, da bo organizirala svojo četrto turnejo, s katero bo promovirala svoj četrti glasbeni album, In the Zone (2003). Ob začetku turneje 2. marca v centru iPayOne v San Diegu, Kalifornija. Kakorkoli že, Britney Spears je dejala: »Zelo se veselim, da bo nova turneja del novih tržišč in da bom nastopala pred oboževalci, ki morda še nikoli niso bili na nobenem koncertu.« 12. januarja 2004 so oznanili datume štirih koncertov, in sicer v Glasgowu, Manchestru, Londonu in Birminghamu, kar so bili njeni prvi koncerti v Združenem kraljestvu po štirih letih. Po začetku koncertov v Severna Amerika je Britney Spears oznanila, da bo junija ponovno nastopala v Združenih državah Amerike, s koncerti v Evropi 27. aprila pa bo pričela v Londonu ter končala 5. junija pa bo končala z nastopom v areni Rock in Rio Lisboa v Lizboni. Govorili so tudi, da bo konec tistega leta nastopila v Aziji in Latinski Ameriki. Turneja The Onyx Hotel Tour so na začetku poimenovali In the Zone Tour. 17. februarja 2004 je 
proizvajalec oblačil v San Diegu istega imena jo je tožil za 10 milijonov $ in nazadnje so Britney Spears prepovedali uporabljati frazo »in the zone«. 17. maja 2004 so v Bostonu, Massachusetts odprli hotel, imenovan Onyx Hotel. Skupina Kimpton Hotels & Restaurant Group si je ime izmislila dve leti preden so se sploh pričeli pogovarjati o turneji. Britney Spears in skupina Kimpton so se odločili, da bodo hotel promovirali tako, da bo v hotelu soba, imenovana The Britney Spears Foundation Room. Oblikovala jo je njena mama Lynne, in sicer tako, da je odražala zasebni okus Britney Spears. Soba je za obiskovalce postala na voljo šest tednov po otvoritvi hotela in del zaslužka so donirali organizaciji Britney Spears Foundation.

## Razvoj
Oder turneje so navdihnili odri broadwayjskih gledaliških iger, večinoma oder igre Grand Hotel, ki jo je režiral Tommy Tune in je govorila o dnevnem življenju v berlinskem hotelu Grand Hotel leta 1928. Britney Spears je dejala, da se je za temo o hotelu odločila zato, ker toliko potuje in da jo je združila s konceptom kamna oniks. Turnejo so opisali kot »edinstven, skrivnosten hotel, ki postane še močnejši zaradi kamna oniks, kjer gostje takoj ob vstopu zažarijo in se uresničijo njihove fantazije. Je živahen, muhast kraj, kjer se čudovite sanje uresničijo, kjer se razkrijejo najtemnejše skrivnosti.« Britney Spears je o turneji povedala še:
Zelo bi mi bilo všeč, če bi moje občinstvo prišlo v recepcijo in se počutilo, kot da je to najbolj čarobna izkušnja v njihovem življenju. Kamen oniks nekako simbolizira mene v mojem življenju, saj verjamem, da obstaja širša slika za vse moje delo in da vse nekako poveže točki A in B.
Za režiserja turneje so izbrali Kevina Tancharoena. O ustvarjanju turneje je povedal: »Ker prihajam iz družine ljubiteljev filmov, sem si želel, da bi bila turneja podobna filmu. Mešanica Joela Schumacherja in Tima Burtona.« Nato je razložil, da kamen oniks simbolizira neizraženo željo. Oder ni bil tako izpopolnjen kot na njeni prejšnji turneji, Dream Within a Dream Tour, brez modne piste, saj so želeli, da je oder podoben odrom v gledališčih v New Yorku. Nad odrom so bili trije ekrani za predvajanje posnetkov. Na odru je bilo še več manjših ekranov. Na koncertih so izvajali v glavnem pesmi z albuma In the Zone, nastopili pa so tudi s singli »Boys«, »I'm A Slave 4 U« in »Overprotected« z albuma Britney (2001), singli »...Baby One More Time«, »(You Drive Me) Crazy« in »Oops!... I Did It Again« elementi jazza in bluesa. Turnejo je promoviralo podjetje Clear Channel Entertainment, ki se je trženja lotilo malce drugače kot trženja prejšnjih turnej, saj slednja ni bila namenjena družinam in otrokom, temveč odraslemu občinstvu. Turnejo so promovirali tudi na gejevskem tržišču. Promocijske kampanje so vključevale tudi animirana elektronska sporočila, ki so jih poslali dvema milijonoma ljudi in v katerih je bilo opisano, kakšnemu občinstvu je bila turneja namenjena. Turnejo so oglaševali tudi preko raznih radijskih postaj in televizijskih serij, kot je O.C. Za sponzorja turneje so izbrali kanal MTV. Sponzorstvo so razširili z oglasi na spletni strani MTV.com, skupaj z organizacijo Britney Spears Foundation. Tri epizode serije Total Request Live so posvetili turneji, kjer so pokazali potek pripravljanja na turnejo. Podpredsednik trženja in promocije, Joe Armenia, je o sponzorstvu dejal:
Ni veliko ustvarjalcev, ki bi jim bilo trženje z MTV-jem pisano na kožo, a Britney Spears je ena izmed redkih. Že nekaj časa smo čakali na priložnost za globalno sponzorstvo in Britneyjina turneja je to. Preostalo dobro polovico leta bomo preživeli na turneji z Britney. Dajali ji bomo več opore kot kateremu koli drugemu ameriškemu glasbeniku, saj bo s turnejo prevzela svet. Obožujemo našo povezanost z Britney; vedno je bila velik del našega kanala in naše občinstvo jo obožuje.

## Koncert
Turneja se je pričela s parodijo, v kateri je eden izmed razposajenih plesalcev oboževalcem zaželeli dobrodošlico v hotel Onyx. Nato je vzel kamen oniks in ga vrgel v enega izmed ekranov na odru, zaradi česar je virtualni lestenec padel na tla. Britney Spears se je za kratek čas pojavila na ekranu, medtem ko so se plesalci z vrvmi spustili na oder. Sama je na oder prišla, stoječ na vrhu majhnega avtobusa, oblečena v tesno prilegajočo se črno obleko in pričela izvajati pesem »Toxic«. Nato se je spustila z avtobusa na oder in pričela nastopati s pesmijo »Overprotected«. Nato si je vzela kratek premor in se pogovorila z občinstvom, zatem pa pričela z nastopom s pesmijo »Boys«, med katerim so jo njeni moški plesalci potiskali naprej, medtem ko je sama stala na vozičku za prtljago. Pesem »Showdown« je vključevala tudi mavrične barve svetlobnih učinkov in bila je zadnja pesem prvega akta. Temu je sledil video uvod, ki je prikazoval Britney Spears in njene prijatelje v nočnem klubu. Ko je zapuščala klub, je opazila žensko, ki je imela oblečeno obleko iz tridesetih let. Ženski sledi in slednja jo, ko jo opazi, vpraša, če bi rada obiskala »Mystic Lounge«. Nato se je na odru ponovno pojavila resnična Britney Spears, oblečena v steznik, in pričela izvajati pesem »…Baby One More Time«. Kasneje je izvedla še pesem »Oops!... I Did It Again« s starinskim mikrofonom in pridružili so se ji tudi njeni spremljevalni plesalci. Britney Spears in njeni plesalci so nato izvedli pesem »(You Drive Me) Crazy«, ki je imela vključene tudi elemente latinske glasbe. Nato je ponovno poklepetala z občinstvom, ki so jo največkrat povprašali po poroki s svojim prijateljem iz otroštva, Jasonom Alexandrom. Še preden je zapustila oder, je predstavila člane svoje glasbene skupine.
V naslednjo sekcijo je bil vključen še en video uvod. Nato se je Britney Spears, oblečena v cvetlično obleko, odpravila v »Mystic Garden«. Na koncu videa se je ponovno pojavila na odru, tokrat za klavirjem, pokritem z odpadlim lisjem, se zopet na kratko pogovorila z občinstvom in pričela izvajati pesem »Everytime«. Ob izvajanju točke »The Hook Up« in remixa pesmi »I'm a Slave 4 U« so se ji pridružili še plesalci. Nato so pokazali paranormalen video uvod ter pričeli s točko »The Onyx Zone«, na začetku katere je eden izmed plesalcev oponašal Roda Serlinga in predstavili so »senčno sobo«. Britney Spears se je ponovno pojavila na odru ter na gugalnici pričela izvajati pesem »Shadow«. Med nastopom so Britney Spears z modrim trakom, na katerem je sedela, dvignili v zrak. Nastop se je končal z Britney Spears, ki je zapustila oder, njeni spremljevalni plesalci pa so izvedli baletno plesno točko v kostumih živih barv. Naslednja sekcija se je pričela z video uvodom dveh varnostnikov, ki sta Britney Spears opazovala v njeni sobi preko varnostnih kamer. Britney Spears se je pojavila na manjšem odru, oblečena v belo in v transparentni kadi pričela izvajati pesem »Touch of My Hand«. Med nastopom je slekla haljo in razkrila obleko z diamanti, uporabljeno v videospotu za pesem »Toxic«. Za kratek čas je zapustila oder, da se je preoblekla in se nato ponovno pojavila na manjši ploščadi na drogu, oblečena v rožnato spodnje perilo in pričela izvajati pesem »Breathe on Me« na postelji z enim izmed svojih moških plesalcev. Nato si je oblekla bel plašč in izvedla pesem »Outrageous« kot zadnji del akta.
V naslednjem aktu je Britney Spears s svojimi plesalci, oblečena v ulična oblačila, pričela izvajati pesem »(I Got That) Boom Boom«. Nato je predstavila svojo glasbeno skupino in plesalce ter zapustila oder. Pričel se je uvod, ki je nakazal mehanično okvaro, kjer je ženski glas odšteval, na ekranu pa so se pojavljale razne slike Britney Spears, nazadnje pa se je na vrhu stopnic pojavila ona sama. Nato je izvedla remix Rishija Richa pesmi »Me Against the Music«, oblečena v rdečo obleko. Koncert se je končal z Britney Spears in njenimi plesalci na vrhu stopnišča, ekran se je znižal in nastopajoči so lahko odšli z odra, medtem ko so občinstvo zasuli konfeti.

## Sprejem

### Sprejem kritikov
Turneja je prejela mešane ocene s strani glasbenih kritikov. Gene Stout iz revije Seattle Post-Intelligencer je turnejo označil za »utripajočo ekstravaganzo s posebnimi efekti«. Novinar kanala MTV UK je turnejo primerjal z Madonnino turnejo The Girlie Show World Tour in dodal, da je »[koncert] teatralna ekstravaganza, ki jo izpopolnjujejo seksi plesalci, bleščeči kostumi in zabavna živahnost.« Bill Dean iz revije The Ledger je napisal, da je turneja »prepovršna in vsebuje preveč seksa.« Dodal je še: »Njena prisotnost je še naprej očarljiva. [...] Morda celo podzavestna, pri turneji The Onyx Hotel Tour pa je najpomemnejša vloga, predvsem zaradi vpliva Broadwayja in glasbenih filmov.«. Neil Strauss iz revije The New York Times je trdil, da je bila »njena turneja bolj plesni spektakel v gledališču kot pa pravi koncert, z enakimi odrskimi deli, kot skupina Cirque de Soleil ali glasbeniki, ki nastopajo v Times Squareu. [...] Na trenutke se je zdelo, kot da je koncert bolj lasvegaški poklon gdč. Spears kot pa koncert gdč. Spears.«
Chris Willman iz revije Entertainment Weekly je napisal: »Britney je kot fantastično nastopajoče dekle Paula Verhoevena prava superzvezdnica, ki se je inkarnirala. Vendar vsako nastopajoče dekle potrebuje nekaj, kjer lahko nastopa. Turneja The Onyx Hotel Tour pravzaprav ne more biti namenjena temu, saj je mešanica Madonninega stila seks bombe in surrealizem skupine Cirque du Soleil.« Novinarka revije The Seattle Times, Pamela Sitt, je napisala, da je bila turneja »velik spektakel z malo substance, noro podobna slabi burleski ali pravljici.« Doug Elfman iz revije Las Vegas Review-Journal je napisal, da je turneja »slabo osredotočena z napačno seksualnostjo, grozljivimi pesmimi, banalno koreografijo in neosredotočenimi temami, ki je manj ambiciozna kot mačka, ki se cel dan samo liže.« Darryl Morden s spletne strani msnbc.com je komentiral: »Na trenutke je bilo zabavno, ampak na splošno je to ista turneja, kakršno izvaja že več let.«

### Komercialnost
Vstopnice za turnejo so se prodajale počasneje kot vstopnice za prejšnje turneje Britney Spears. To naj bi bila predvsem posledica tega, da je bila turneja namenjena drugačnemu občinstvu, saj so spremembo oznanili »zadnjo minuto«. Mesec dni, preden se je turneja pričela, se je sedem koncertov že razprodalo, vključno s koncertoma v Fresnem in Torontu. Samo s koncerti v Severni Ameriki so zaslužili 4 milijone $, med 150.000 $ in 170.000 $ na noč. Britney Spears je tako postala najbolje prodajana ženska glasbenica, saj je z vsemi štirimi turnejami, organiziranimi od leta 1999, zaslužila povprečno 30 milijonov $ na turnejo. 16. julija 2004 je bila turneja označena za osmo najbolje prodajano turnejo v prvi tretjini leta 2004, saj je takrat zaslužila že 19 milijonov $. Turneja je nazadnje zaslužila 34 milijonov $.

## Poškodba v Molineu
18. marca 2004 je Britney Spears med koncertom v Molineu, Illinois v centru The MARK of the Quad Cities med nastopom s pesmijo »(I Got That) Boom Boom« padla in si poškodovala svoje koleno. Po padcu je zapustila oder, a se je kmalu vrnila in se, oblečena v belo haljo, občinstvu opravičila, ker koncerta ni morala izvesti do konca. Fiziološki pregled Britney Spears je pokazal, da poškodba ni povezana z njeno poškodbo kolena med plesno vajo leta 1999. Koncert 19. marca v Chicagu, Illinois v areni Allstate je bil odpovedan. Založba Britney Spears, Jive Records, je oboževalce prosila, naj do nadaljnjega zadržijo svoje vstopnice. Časopis The Flint Journal je poročal, da je bil odpovedan tudi koncert v Detroitu, Michigan v areni The Palace of Auburn Hills. Obe turneji so prestavili na konec turneje aprila tistega leta.

## Konec turneje in tožba
8. junija 2004 je Britney Spears med snemanjem videospota za pesem »Outrageous« v Manhattanu padla in si poškodovala koleno. Takoj so jo odpeljali v lokalno bolnišnico in zdravniki so opravili magnetnoresonančno slikanje in odkrili, da ima zdrobljen hrustanec. Naslednjega dne so jo operirali. Morala si je vzeti šesttedenski dopust in osem do dvanajst tednov rehabilitacije, zaradi česar so prihodnje koncerte odpovedali. Založba Jive Records je izdala izjavo, da bo Britney Spears ta mesta obiskala v prihodnosti. 4. februarja 2005 je Britney Spears na newyorško vrhovno sodišče vložila tožbo proti osmim zavarovalnicam, ki ji niso želele izplačati 9,8 milijonov $ povračila. Zavarovalnice tega niso želele narediti zato, ker jih leta 1999 ni popolnoma informirala z zavarovalnim obrazcem. Odvetnik Britney Spears, Jonathan Stoler, je kasneje povedal:
To so iste zavarovalnice, ki so priskrbele pravilnike za [več] njenih turnej in ji dejali, da so popolnoma seznanjeni z njeno prejšnjo poškodbo. Gdč. Spears, ne glede na okoliščine, je navedla, da jo je imela, vendar je takrat, ko je šla čez obrazce, obkrožila »ne«. Od prejšnje operacije [leta 1999] ni minilo polnih pet let, temveč štiri leta in enajst mesecev in čeprav je odgovorila pritrdilno verjamemo, da to ne spremeni ničesar.

## Snemanje in predvajanje
12. januarja 2004 so oznanili, da bo kanal Showtime v živo predvajal koncert v areni American Airlines, in sicer kot specijalko, naslovljeno kot Britney Spears Live From Miami. Režiral jo je Hamish Hamilton. Posneli so promocijski posnetek koncerta in fotografije, na katerih je imela Britney Spears frizure iz dvajsetih in tridesetih. Nosila je tudi dolgo črno obleko Roberta Cavallija, ki so jo kasneje prodali preko eBayja zaslužek so donirali dobrodelni organizaciji Britney Spears Foundation. 13. aprila 2004 je MTV poročal, da Britney Spears načrtuje resničnostni šov, naslovljen kot »OnTourage«, ki bo dokumentiral dogajanje v zaodrju na evropskem delu turneje, podobno kot Madonnin dokumentarni film Truth or Dare. Kakorkoli že, resničnostni šov so nazadnje, ko se je turneja končala, odpovedali in namesto tega posneli resničnostni šov Britney and Kevin: Chaotic.

## Spremljevalni glasbeniki
- Kelis (Severna Amerika) (samo izbrani koncerti)[32]
- Skye Sweetnam (Severna Amerika) (samo izbrani koncerti)[13]
- JC Chasez (Evropa) (samo izbrani koncerti)[33]
- Wicked Wisdom (Evropa) (samo izbrani koncerti)[34]

## Seznam pesmi
1. »Vpis« (uvod z nastopom)
2. »Toxic«
3. »Overprotected« (Darkchildov remix)
4. »Boys« (Co-Edov remix)
5. »Showdown«
6. »Mystic Lounge« (video uvod)
7. »...Baby One More Time«
8. »Oops!... I Did It Again«
9. »(You Drive Me) Crazy«
10. »Mystic Garden« (video uvod)
11. »Everytime«
12. »The Hook Up«
13. »I'm a Slave 4 U«
14. »The Onyx Zone« (video uvod)
15. »Shadow«
16. »Varnostne kamere« (video uvod)
17. »Touch of My Hand«
18. »Breathe on Me«
19. »Outrageous«
20. »Klub« (uvod z nastopom)
21. »(I Got That) Boom Boom«
22. »Izpis« (video zaključek)
23. »Me Against the Music« (remix Rishija Richa)

Vir:

## Datumi turnej
| Severna Amerika |                    |                         |                                           |
| 2. marec 2004   | San Diego          | Združene države Amerike | Center iPayOne                            |
| 3. marec 2004   | Glendale           | Združene države Amerike | Arena Glendale                            |
| 5. marec 2004   | Fresno             | Združene države Amerike | Center Save Mart v Fresnu                 |
| 6. marec 2004   | Las Vegas          | Združene države Amerike | MGM Grand Garden                          |
| 8. marec 2004   | Los Angeles        | Združene države Amerike | Center Staples                            |
| 9. marec 2004   | Oakland            | Združene države Amerike | Arena Oakland                             |
| 11. marec 2004  | Portland           | Združene države Amerike | Arena Rose Garden                         |
| 12. marec 2004  | Seattle            | Združene države Amerike | Arena Key                                 |
| 15. marec 2004  | Denver             | Združene države Amerike | Center Pepsi                              |
| 17. marec 2004  | Omaha              | Združene države Amerike | Center Qwest Omaha                        |
| 18. marec 2004  | Moline             | Združene države Amerike | The MARK of the Quad Cities               |
| 23. marec 2004  | Atlanta            | Združene države Amerike | Arena Philips                             |
| 24. marec 2004  | Columbia           | Združene države Amerike | Center Colonial                           |
| 25. marec 2004  | Jacksonville       | Združene države Amerike | Arena Jacksonville Veterans Memorial      |
| 28. marec 2004  | Miami              | Združene države Amerike | Arena American Airlines                   |
| 29. marec 2004  | Orlando            | Združene države Amerike | Center TD Waterhouse                      |
| 31. marec 2004  | Philadelphia       | Združene države Amerike | Center Wachovia                           |
| 3. april 2004   | Toronto            | Kanada                  | Center Air Canada                         |
| 4. april 2004   | Montreal           | Kanada                  | Center Bell                               |
| 6. april 2004   | Manchester         | Združene države Amerike | Arena Verizon Wireless                    |
| 8. april 2004   | Providence         | Združene države Amerike | Center Dunkin' Donuts                     |
| 9. april 2004   | Trenton            | Združene države Amerike | [Arena Sovereign Bank                     |
| 10. april 2004  | Vzhodni Rutherford | Združene države Amerike | Arena Continental Airlines                |
| 13. april 2004  | Rosemont           | Združene države Amerike | Arena Allstate                            |
| 14. april 2004  | Auburn Hills       | Združene države Amerike | The Palace of Auburn Hills                |
| Evropa          |                    |                         |                                           |
| 26. april 2004  | London             | Anglija                 | Arena Wembley                             |
| 27. april 2004  | London             | Anglija                 | Arena Wembley                             |
| 29. april 2004  | Glasgow            | Škotska                 | Center Scottish Exhibition and Conference |
| 30. april 2004  | Glasgow            | Škotska                 | Center Scottish Exhibition and Conference |
| 1. maj 2004     | Manchester         | Anglija                 | Arena Manchester Evening News             |
| 3. maj 2004     | London             | Anglija                 | Arena Wembley                             |
| 4. maj 2004     | London             | Anglija                 | Arena Wembley                             |
| 5. maj 2004     | Birmingham         | Anglija                 | Arena National Indoor                     |
| 7. maj 2004     | Rotterdam          | Nizozemska              | The Ahoy                                  |
| 9. maj 2004     | København          | Danska                  | Forum Copenhagen                          |
| 10. maj 2004    | Oslo               | Norveška                | Oslo Spektrum                             |
| 11. maj 2004    | Stockholm          | Švedska                 | Arena Stockholm Globe                     |
| 14. maj 2004    | Frankfurt          | Nemčija                 | Festhalle                                 |
| 15. maj 2004    | Hamburg            | Nemčija                 | Arena Color Line                          |
| 16. maj 2004    | Berlin             | Nemčija                 | Velodrom                                  |
| 18. maj 2004    | Lyon               | Francija                | Halle Tony Garnier                        |
| 19. maj 2004    | Milano             | Italija                 | Forum Fila                                |
| 20. maj 2004    | Zürich             | Švica                   | Hallenstadion                             |
| 22. maj 2004    | Dunaj              | Avstrija                | Wiener Stadthalle                         |
| 23. maj 2004    | Budimpešta         | Madžarska               | Športni center v Budimpešti               |
| 25. maj 2004    | München            | Nemčija                 | Olympiahalle                              |
| 28. maj 2004    | Oberhausen         | Nemčija                 | Arena König Pilsener                      |
| 29. maj 2004    | Gent               | Belgija                 | Flanders Expo                             |
| May 30, 2004    | Pariz              | Francija                | Palais omnisports de Paris-Bercy          |
| 1. junij 2004   | Belfast            | Severna Irska           | Arena Odyssey                             |
| June 2, 2004    | Dublin             | Irska                   | The Point                                 |
| 3. junij 2004   | Dublin             | Irska                   | The Point                                 |
| 5. junij 2004   | Lizbona            | Portugalska             | Parque da Bela Vista                      |
| 6. junij 2004   | Dublin             | Irska                   | Arena RDS                                 |

### Prodaja
| Prizorišče                           | Mesto         | Število prodanih vstopnic / število vstopnic na voljo | Zaslužek     |
| ------------------------------------ | ------------- | ----------------------------------------------------- | ------------ |
| Center iPayOne                       | San Diego     | 11.578 / 14.391 (80%)                                 | 666.015 $    |
| Arena Glendale                       | Glendale      | 13.143 / 13.718 (96%)                                 | 786.473 $    |
| Center Save Mart                     | Fresno        | 12.710 / 13.000 (98%)                                 | $760,384     |
| Arena MGM Grand                      | Las Vegas     | 13.297 / 13.297 (100%)                                | 1.075.105 $  |
| Center Staples                       | Los Angeles   | 15.059 / 15.171 (99%)                                 | 1.060.057 $  |
| Arena Oakland                        | Oakland       | 11.659 / 11.659 (100%)                                | 823.963 $    |
| Arena Rose Garden                    | Portland      | 7.781 / 11.562 (62%)                                  | 509.675 $    |
| Arena Key                            | Seattle       | 10.107 / 11.085 (91%)                                 | 650.208 $    |
| Center Pepsi                         | Denver        | 11.439 / 15.700 (73%)                                 | 639.682 $    |
| Center Qwest Omaha                   | Omaha         | 11.871 / 13.567 (87%)                                 | 626.871 $    |
| The MARK of the Quad Cities          | Moline        | 8.697 / 10.463 (83%)                                  | 516.694 $    |
| Arena Philips                        | Atlanta       | 12.456 / 14.144 (88%)                                 | 793.814 $    |
| Arena Jacksonville Veterans Memorial | Jacksonville  | 11.227 / 11.227 (100%)                                | 704.961 $    |
| Arena American Airlines              | Miami         | 12.880 / 12.880 (100%)                                | 826.543 $    |
| Center TD Waterhouse                 | Orlando       | 10.189 / 10.189 (100%)                                | 658.295 $    |
| Center Wachovia                      | Philiadelphia | 15.400 / 15.400 (100%)                                | 1.002.316 $  |
| Center Air Canada                    | Toronto       | 15.469 / 16.143 (96%)                                 | 993.010 $    |
| Center Bell                          | Montreal      | 12.942 / 12.942 (100%)                                | 857.003 $    |
| Arena Verizon Wireless               | Manchester NH | 9.141 / 9.270 (99%)                                   | 602.643 $    |
| Center Dunkin' Donuts                | Providence    | 10.628 / 10.762 (99%)                                 | 668.506 $    |
| Arena Sovereign Bank                 | Trenton       | 7.411 / 7.411 (100%)                                  | 528.784 $    |
| Arena Continental Airlines           | New Jersey    | 17.000 / 17.219 (99%)                                 | 959.306 $    |
| Arena All State                      | Chicago       | 13.383 / 14.882 (90%)                                 | 866.678 $    |
| The Palace of Auburn Hills           | Detroit       | 13.059 / 13.998 (93%)                                 | 730.045 $    |
|                                      | SKUPAJ        | 288.503 / 310.080 (93%)                               | 15.169.553 $ |